# الیگیتور پاند

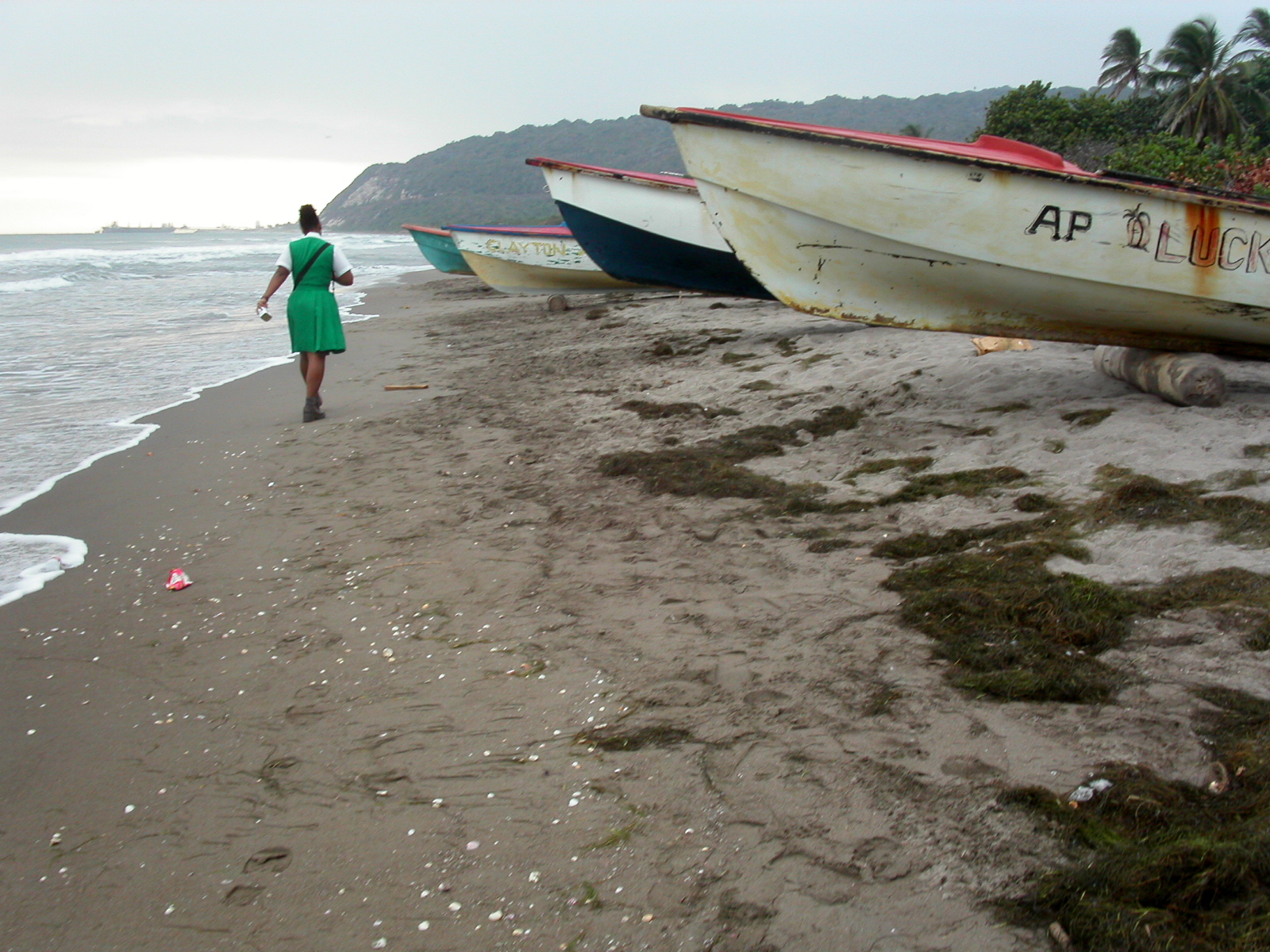
ساحلی نزدیک به «الیگیتور پاند»

الیگیتور پاند (به لاتین: Alligator Pond) یک منطقهٔ مسکونی در جامائیکا است که در سنت الیزابت، جامائیکا واقع شده‌است.

## خصوصیات
الیگیتور پاند ۱٬۵۴۲ نفر جمعیت دارد و ۰٫۰ متر بالاتر از سطح دریا واقع شده‌است.